# Clemence Dane

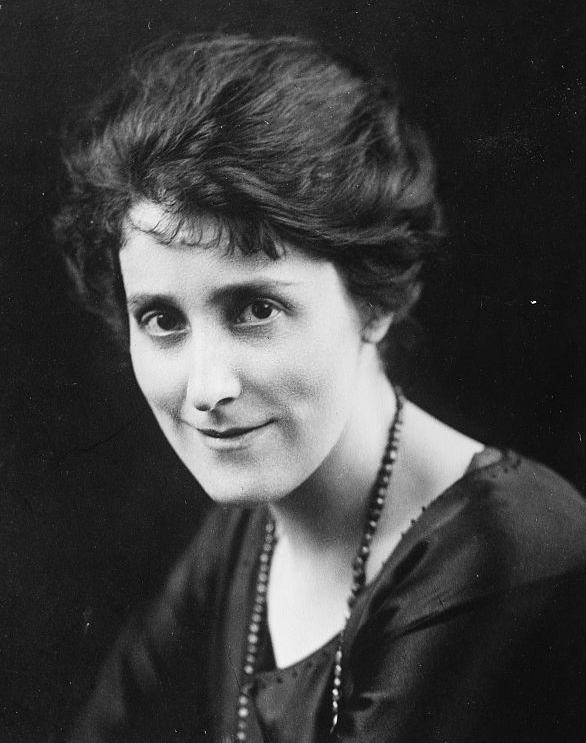
Clemence Dane

Clemence Dane (Geburtsname: Winifred Ashton; * 21. Februar 1888 in Blackheath, England; † 28. März 1965 in London) war eine britische Schriftstellerin und Drehbuchautorin, die bei der Oscarverleihung 1947 den Oscar für die beste Originalgeschichte gewann.

## Leben
Winifred Ashton nahm ihren Künstlernamen Clemence Dane nach der Kirche St Clement Danes in der City of Westminster an.
1917 veröffentlichte sie mit Regiment of Women ihren ersten Roman, dem zahlreiche weitere Romane, aber auch am Broadway aufgeführte Bühnenwerke wie A Bill of Divorcement (1921), Will Shakespeare (1921), The Way Things Happen (1924), Granite (1927), Mariners (1927), Come of Age (1934) und L’Aiglon (1934) folgten.
Bereits 1922 wurde A Bill of Divorcement von Denison Clift mit Constance Binney, Fay Compton und Malcolm Keen verfilmt. Im Laufe der folgenden Jahrzehnte verfasste sie die Vorlagen und Drehbücher für über zwanzig Filme und Fernsehserien. Für das 1928 in London uraufgeführte Schauspiel Adam’s Opera schuf Richard Addinsell die Musik.
1947 gewann sie für Perfect Strangers (1945) von Alexander Korda mit Robert Donat, Deborah Kerr und Glynis Johns den Oscar für die beste Originalgeschichte.
Für die Goldene Hochzeit des Schauspieler-Ehepaars Lewis Casson und Sybil Thorndike verfasste sie 1959 eigens das Stück Eighty in the Shade, in dessen Uraufführung das Paar einen gemeinsamen Auftritt hatte. Nachdem in den 1950er Jahren ihre Stücke L’Aiglon, Will Shakespeare und Till Time Shall End für die BBC-Fernsehfilmreihe BBC Sunday-Night Theatre bearbeitet wurden, wurde zuletzt ihr Roman Broome Stages 1966 als achtteilige Fernsehserie verfilmt.
Noël Coward, der sie als „ein galantes altes Mädchen“ (‚a gallant old girl‘) bezeichnete, verwendete Clemence Dane als Vorbild für die Figur der Madame Arcati in seinem 1941 veröffentlichten Theaterstück Blithe Spirit.

## Veröffentlichungen
| - 1917: Regiment of women - 1919: Legend - 1921: Will Shakespeare - 1921: A bill of divorcement - 1923: Shivering Shocks, or, the hiding place - 1924: The way things happen - 1925: Naboth's vineyard - 1926: Granite - 1926: The women's side - 1927: Mariners - 1927: A traveller returns - 1928: Adam's opera - 1930: Printer's devil - 1929: The King waits - 1930: Tradition and Hugh Walpole - 1931: Broome stages - 1932: Recapture | - 1932: Wild Decembers - 1934: Moonlight is silver - 1939: The arrogant history of White Ben - 1940: Cousin Muriel - 1940: England's darling - 1942: The saviours - 1943: The lion and the unicorn - 1944: He brings great news - 1947: Call home the heart - 1959: Eighty in the shade - 1961: Approaches to drama - 1961: The collected plays of Clemence Dane - 1964: The godson - 1964: London has a garden - 1970: The moon is feminine - 1970: The Babyons - 1971: Enter Sir John |

## Filmografie (Auswahl)
- 1922: A Bill of Divorcement
- 1930: Mord – Sir John greift ein! (Murder!)
- 1932: Eine Scheidung (A Bill of Divorcement)
- 1935: Anna Karenina
- 1936: Feuer über England (Fire Over England)
- 1940: A Bill of Divorcement
- 1938: Will Shakespeare
- 1945: Perfect Strangers
- 1947: Der Verbannte (The Exile)
- 1958: Granite (Fernsehfilm)
- 1966: Broome Stages (Fernsehserie)

## Auszeichnungen
- 1947: Oscar für die beste Originalgeschichte